# Herbert Graf (Politiker)
Herbert Graf (* 9. Juni 1947 in Wien) war ein österreichischer Politiker (FPÖ) und Inhaber eines Ingenieurbüro. Graf war von 1999 bis 2002 Abgeordneter zum Nationalrat.

## Ausbildung und Beruf
Graf besuchte zwischen 1953 und 1957 die Volksschule in Wien und absolvierte im Anschluss bis 1961 ein Bundesrealgymnasium. Er wechselte im Jahr 1961 an die Höhere technische Bundeslehranstalt für Maschinenbau und maturierte dort im Jahr 1966. Zwischen 1967 und 1970 studierte er Betriebswirtschaftslehre an der Johannes Kepler Universität Linz, wobei er zuvor zwischen 1966 und 1967 seinen Präsenzdienst als Einjährig-Freiwilliger abgeleistet hatte. 
Beruflich war Graf von 1968 bis 1970 als Offizier und Prüfingenieur für Düsenflugzeuge beim Österreichischen Bundesheer tätig, danach arbeitete er von 1970 bis 1972 als technischer Angestellter. Er war zwischen 1972 und 1976 Geschäftsführer eines deutschen Ingenieurbüros und wirkte danach von 1976 bis 1980 als Technischer Vorstandsdirektor für die Planung von Stromerzeugungs- und Verteilungsanlagen in Teheran. Nach seiner Rückkehr nach Österreich machte sich Graf als Inhaber eines Technischen Büros selbständig, wobei er seit 1980 ein Ingenieurbüro für Energie & Umwelttechnik in Kärnten führt, dass sich mit der Planung von erneuerbaren Energien und Biomasse-Anlagen beschäftigt.

## Politik und Funktionen
Graf wirkte ab 1995 als Kammerrat der Wirtschaftskammer Kärnten und wurde dort im selben Jahr Fachgruppenvorsteher für Ingenieurbüros sowie stellvertretender Fachverbandsvorsteher in der Wirtschaftskammer Österreich. Er war zudem ab 1999 Mitglied in der Kommission in Angelegenheiten der Umweltförderung im Inland und der Umweltförderung im Ausland sowie Mitglied im Umweltrat. Die Freiheitliche Partei vertrat er zwischen dem 29. Oktober 1999 und dem 19. Dezember 2002 im Nationalrat. 

## Auszeichnungen
- Wehrdienstmedaille in Bronze
- Wehrdienstmedaille in Silber
- Bundesheerdienstzeichen 1., 2., 3. Klasse
- Verdienstzeichen des Landes Kärnten für den Grenzsicherungseinsatz 1991
- Großes Ehrenzeichen des Landes Kärnten
- Kärntner Umweltschutzpreis (1992)
- Greenpeace Klimaschutzpreis für Anlage Albeck (1993)